# Эль-Кош
Эль-Кош или Алькаш (араб. ألقوش‎, сир. ܐܠܩܘܫ) — небольшой город на севере Ирака, расположенный на территории мухафазы Найнава.
Считается местом рождения и погребения библейского пророка Наума.

## Географическое положение
Город находится в северной части мухафазы, в предгорьях одноимённого хребта, на высоте 527 метров над уровнем моря.
Эль-Кош расположен на расстоянии приблизительно 37 километров к северу от Мосула, административного центра провинции и на расстоянии 385 километров к северо-северо-западу (NNW) от Багдада, столицы страны.

## Население
На 2012 год население города составляло 4392 человека.

## История
Город известен со времён Ассирийской державы и, скорее всего, был основан ещё до 800 года до н. э. Эль-Кош являлся одним из религиозных центров Ассирии, местом поклонения богу Эль-Кусту. Сюда также была отправлена часть евреев, уведённых ассирийцами после аннексии ими Северного Израильского царства.
Жители города одними из первых в Месопотамии были обращены в христианство. К северо-востоку от города был возведён монастырь Раббан Хормизд, являвшийся местом пребывания патриархов Ассирийской церкви Востока. В XVIII веке доминирующим вероисповеданием в городе и окрестностях становится католицизм.
В начале 1950-х годов город покинули последние евреи. Синагога в центре города, построенная над предполагаемой гробницей пророка Наума, не действует.

## Известные уроженцы
- Симон VIII — патриарх Халдейской католической церкви в 1553—1555 годах[6]
- Иоанн VIII — патриарх Халдейской католической церкви в 1830—1838 годах[6]
- Иосиф VI Аудо — патриарх Халдейской католической церкви в 1847—1878 годах[6]
- Иосиф VI Эммануэль II Томас — патриарх Халдейской католической церкви в 1900—1947 годах[6]
- Павел II — патриарх Халдейской католической церкви в 1958—1989 годах[6]